# کیم برگ
کیم برگ (به انگلیسی: Kim Berg؛ زادهٔ ۹ ژوئیه ۱۹۷۴) سیاستمدار اهل فنلاند است. او عضو حزب سوسیال دموکرات فنلاند است.